# Marinos de Tyr
Pour les articles homonymes, voir Marinus.
Marin, Marinus ou Marinos de Tyr est né vers la fin du Ier siècle et décédé au début du IIe siècle. D'origine phénicienne mais Romain par le cours de l'Histoire, cet astronome et géographe — dont on ne connaît l'œuvre que grâce aux mentions de Claude Ptolémée (90-168) qui l'a analysée et le cite amplement dans son ouvrage Géographie — a repris les travaux de Posidonios d'Apamée (135–50 av. J.-C.) et de ses prédécesseurs.

## Biographie
Marinos dressa une carte commentée, en optant pour un système de coordonnées géographiques inspiré de celui de Dicéarque (347–285 av. J.-C.). Il choisit comme méridien d'origine celui des Îles Fortunées (c'est-à-dire les îles Canaries), et traça un réseau de méridiens et de parallèles équidistants formant des rectangles donnant une projection correcte au niveau du parallèle de 36°, qui est celui de l'île de Rhodes et autour duquel s'articule l'écoumène, l'ensemble des terres émergées connues alors, allant de la côte atlantique à la Chine. Ce type de carte, qui se révélait très pratique, fut adopté par les marins et annonçait la projection de Mercator, apparue quatorze siècles plus tard. 
Marinos ne s'en tint pas là. En effet, après avoir accepté inconsidérément la valeur trop petite de Posidonios (au lieu de celle, bien meilleure, d'Ératosthène) pour la longueur de la circonférence terrestre, il va aussi remettre en question celle de l'écoumène. Il estima que les terres habitées, de l'Espagne à la Chine, devaient s'étaler sur 225° (au lieu des 130° réels). Les travaux de Marinos fournissaient donc des terres beaucoup trop grandes sur un globe beaucoup trop petit (environ 30 000 kilomètres de circonférence au lieu de 40 075 kilomètres en réalité). 

## Postérité
Christophe Colomb s'appuya, en partie, sur les estimations de Marin de Tyr via les écrits de Pierre d'Ailly.